# 西班牙的歐元硬幣
西班牙的歐元硬幣有三種不同的主題。
- 1、2、5 欧分是圣地亚哥-德孔波斯特拉古城的大教堂。

- 10、20、50 欧分是西班牙作家米格尔·德·塞万提斯。

- 1、2 歐元則是西班牙的元首，國王胡安·卡洛斯一世。

而所有硬幣都刻有代表歐盟的12星和鑄造年份。
關於歐元硬幣共同面，請參閱歐元硬幣。
| € 0.01                               | € 0.02 | € 0.05                   |
| ------------------------------------ | ------ | ------------------------ |
|                                      |        |                          |
| 圣地亚哥-德孔波斯特拉古城的大教堂    |        |                          |
| € 0.10                               | € 0.20 | € 0.50                   |
|                                      |        |                          |
| 作家米格尔·德·塞万提斯，唐吉訶德作者 |        |                          |
| € 1.00                               | € 2.00 | € 2 幣緣                 |
|                                      |        | 幣緣刻有 2 **，重複6次。 |
| 西班牙國王胡安·卡洛斯一世肖像        |        |                          |

### €2紀念幣
| 2005年 |  | 堂吉诃德 出版400週年 - 圖案顯示故事主角唐吉訶德正手持長矛，背景為風車，表示小說內其中一個情節。左邊有 ESPAÑA 字樣，為西班牙於西班牙語的寫法。圖中左下方有一 M 字母，M 上方有皇冠，表示硬幣由皇家西班牙鑄幣廠所製造。硬幣外圍有十二顆星，象徵歐盟旗幟。製造年份（2005年）寫於三顆星之間。                                           |
| 2007年 |  | 羅馬條約 簽訂50週年 - 中間圖案，表示1957年3月25日條約由六個成員國（法國、西德、意大利、荷蘭、比利時、盧森堡）簽署，成立歐洲經濟共同體。圖案底部設計，靈感來自於該條約簽署場地羅馬 Campidoglio 廣場下的行人道。中間有 EUROPA 字樣，於西班牙語指歐洲。2007年及 ESPAÑA 字樣（指西班牙）則設於下方。硬幣外圍有十二顆星，象徵歐盟旗幟。 |

## 內部連結
- 欧元
- 2欧元纪念币

## 外部連結
- 歐洲中央銀行 (www.euro.ecb.int)（有各歐盟成員國官方語言版本）（页面存档备份，存于）
- http://www.bde.es （页面存档备份，存于）